# Джим Лий
Джим Лий (на английски: Jim Lee; на корейски: 이용철) (роден на 11 август 1964 г.) е корейско-американски художник, писател, редактор и издател на комикси.
Навлиза в индустрията през 1987 г. като художник за Марвел Комикс, илюстрирайки заглавия като „Полет Алфа“ и „Военният дневник на Наказателя“, преди да придобие популярност с „Необичайните Х-Мен“. Първи брой на вторичната поредица „Х-Мен“ от 1991 г., илюстриран от Лий и написан от Лий и Крис Клеърмонт, е най-продаваното комикс списание в историята според Световните рекорди на Гинес.